# Mecanismo Lambda de Chebyshov

Chebyshev mecanismo de Lambda.

Máquina "Plantígrado" de Chebyshov.

Mecanismo Lambda.

El mecanismo Lambda de Chebyshov es un mecanismo de cuatro barras que convierte un movimiento de rotación aproximándolo a un movimiento rectilíneo con velocidad prácticamente constante. El diseño preciso del mecanismo determina la rectitud de la trayectoria, la uniformidad del movimiento, y qué proporción del giro se invierte en la parte rectilínea de la trayectoria completa.
En el ejemplo de la derecha, la parte rectilínea supone la mitad  del ciclo total.
El mecanismo Lambda de Chebyshov es un mecanismo afín al mecanismo de Chebyshov, es decir, son dos sistemas que producen el mismo movimiento con configuraciones mecánicas diferentes.    
El mecanismo Lambda fue presentado en la Exposición Universal de París (1878) como "La Máquina Plantígrado". El mecanismo era muy llamativo, puesto que se habían dispuesto cuatro montajes lambda sobre un bastidor, de forma que este "andaba" desplazando sus plataformas de apoyo paralelamente al suelo (de ahí el nombre de "máquina plantígrado").
El aspecto del mecanismo también recuerda al de la letra griega lambda, por lo que ha acabado denominándose con este nombre.